# Consejo de Ministros de Honduras de 1903
El Consejo de Ministros de Honduras de 1903 fue el encargado de gestionar la administración del Estado de Honduras, entre el 30 de enero al 18 de febrero de 1903. El presidente General Terencio Sierra, había concluido su mandato y Honduras se encontraba en una encarnizada campaña electoral para un nuevo presidente, es cuando se deja la administración en depósito de los ministros siguientes:
- Ministro de Gobernación Rafael Alvarado Guerrero,
- Ministro de Justicia e Instrucción Pública Manuel Sabino López,
- Ministro de Hacienda y Crédito Público Daniel Fortín,
- Ministro de Fomento y Obras Públicas Francisco Altschul,
- Ministro de Guerra Máximo Betancourt Rosales, y
- Ministro de Relaciones Exteriores Juan Ángel Arias Boquín.

El general Manuel Bonilla Chirinos, se encontraba en campaña política para un nuevo periodo por su partido “Movimiento Manuelista”, Bonilla se había proclamado vencedor desde el 1 de febrero de 1903, pero su contrincante el Doctor Juan Ángel Arias Boquín candidato por el Partido Liberal de Honduras, aprovechando la ventaja de estar en la capital hondureña y el 16 de febrero el Congreso Nacional práctico un escrutinio, declarando a Juan Ángel Arias Presidente y a Máximo Betancourt Rosales como Vicepresidente. Arias Boquín asumió la presidencia el 18 de febrero, la que fue declarada como: “El Gobierno Usurpador”.